# Kniha Mormonova
Kniha Mormonova (anglicky The Book of Mormon) je náboženská kniha, která je napříč mormonskými denominacemi uznávána (společně s dalšími knihami) jako posvátný text. Zakladatel mormonismu Joseph Smith tvrdil, že přes 500 stran anglického textu přeložil ze starověkých zlatých desek, které mu svěřil anděl. Některé okrajové denominace text nazývají Záznam Nefitů (anglicky The Record of the Nephites).
Kniha Mormonova byla poprvé vydána roku 1830 ve státě New York v USA a je údajným historickým záznamem o Božím jednání se starověkými obyvateli Ameriky, kteří na americký kontinent emigrovali z oblasti Palestiny a Mezopotámie. Nejrozšířenější verze vydaná Církví Ježíše Krista Svatých posledních dnů má oficiální podtitul Další svědectví o Ježíši Kristu.
Kniha obsahuje řadu naukových pasáží, které se zabývají tématy, jako jsou pád Adama a Evy, usmíření Ježíše Krista, eschatologie, svobodná vůle, kněžská pravomoc, vykoupení z fyzické a duchovní smrti, význam a provedení křtu a eucharistie, osobní zjevení, spravedlnost a milosrdenství, antropomorfní a osobní povaha Boha, povaha duchů a andělů a organizace Církve v posledních dnech. Ústřední událostí knihy je návštěva a osobní služba Ježíše Krista mezi dávnými obyvateli Ameriky krátce po jeho vzkříšení. Podle běžného učení mormonismu Kniha Mormonova naplňuje mnoho biblických proroctví tím, že ukončuje celosvětové odpadlictví a signalizuje znovuzřízení křesťanského evangelia.
Kniha Mormonova byla již zcela nebo částečně přeložena do nejméně 112 jazyků. Do češtiny text poprvé přeložil v roce 1933 Edgar Havránek.

## Pozadí vzniku

### Anděl Moroni
Smith tvrdil, že se mu roku 1823 zjevil anděl jménem Moroni a řekl mu o záznamu na zlatých deskách, který obsahoval zprávu o starověkých semitských obyvatelích Ameriky. Smith měl tuto knihu přeložit pomocí nástrojů, které získá spolu s deskami. Návštěvu anděla popsal ve svém životopise, který nadiktoval roku 1838.

Nazval mne jménem a řekl mi, že je poslem poslaným ke mně z přítomnosti Boží a že se jmenuje Moroni; že Bůh má pro mne dílo, které mám vykonati; a že mé jméno má býti pokládáno za dobré i zlé mezi všemi národy, pokoleními a jazyky, neboli že má býti mezi všemi lidmi vyslovováno jak v dobrém, tak ve zlém.
Roku 1827 získal podle svého vyprávění od anděla povolení zlaté desky vyzvednout ze skrýše na pahorku nedaleko svého bydliště, kde je měl samotný Moroni ukrýt za svého života kolem roku 400 po Kristu.

### Překlad zlatých desek

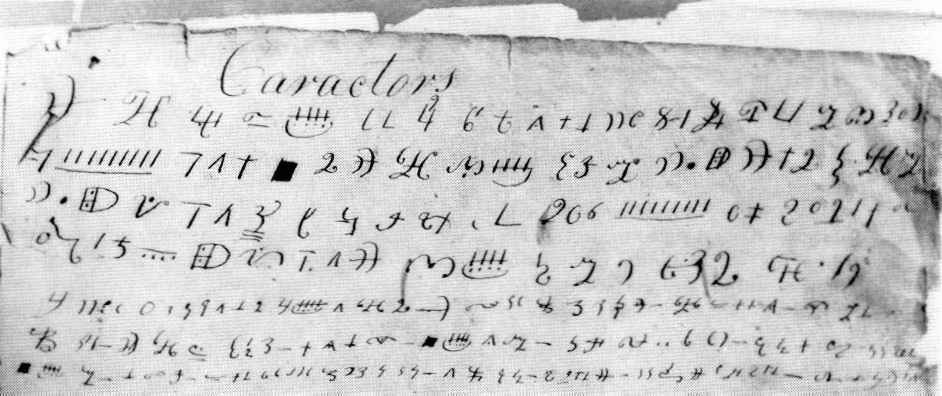
Znaky z tzv. Caractors document údajně představují text, který Joseph Smith opsal z desek. Jsou derivacemi hebrejského, egyptského, chaldejského a fénického písma. Historiky je rozporováno, že by tento fragment byl skutečně tím, který Smithův přítel Harris v roce 1827 vezl egyptologům do New Yorku.

Na jaře 1828 s pomocí zapisovatelů část textu přeložil z reformované egyptštiny démotického typu. To pokrylo 116 stran anglického textu. Spis však jeho přítel a spolupracovník Martin Harris ztratil nebo mu byl ukraden a Joseph začal znovu diktovat až o rok později. A to hlavně s pomocí své manželky a učitele Olivera Cowderyho, který mu nabídl pomoc. O totožnosti údajného jazyka na deskách se vedou diskuze.

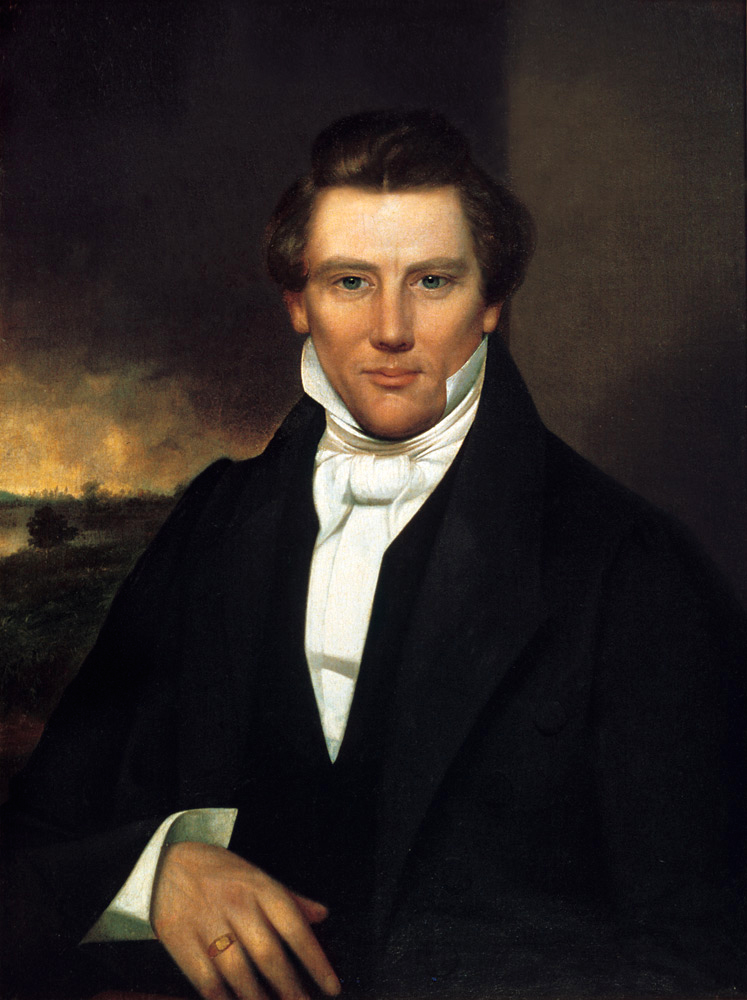
Mormonský prorok Joseph Smith

Joseph Smith nazýval překladatelské nástroje, jež získal od anděla, Urim a Thummim. Mormoni Smitha považují za „Vidoucího“, neboť byl podle nich podobně jako někteří proroci ze starověku oprávněn používat kameny Urim a Thummim. O těchto kamenech se píše v Bibli i Knize Mormonově. Jednou z kontroverzí překladu je také Smithovo použití dalších vidoucích kamenů. Nejvlivnější mormonská denominace CJKSPD nepopírá to, že Smith kromě Urimu a Thummimu používal i další vidoucí kameny, které nalezl sám mimo skrýš se starověkými artefakty.
Podle očitých svědectví probíhal překlad tak, že Smith skrze Urim a Thummim (vypadaly prý jako zvláštní brýle) nahlížel na desky v tmavém prostoru a diktoval text zapisovateli, který seděl za oponou. Nebo bez opony seděl u stolu se zapisovatelem, desky měl zabalené v plátně a položené na stole a hlavu ponořil do klobouku, kde měl vidoucí kámen, ze kterého ve tmavém prostředí text diktoval. Takto diktoval i celé hodiny. Během zhruba tří měsíců, kdy musel také živit svou rodinu, nadiktoval více než 500 stran anglického textu.
Rukopis Knihy Mormonovy byl dokončen v červnu 1829. Smith uvedl, že desky byly po dokončení překladu vráceny andělovi. Během doby, kdy Smith tvrdil, že desky vlastnil, je vidělo, podle jejich vlastních svědectví, dalších jedenáct lidí. Ti své svědectví stvrdili podpisem a nikdy ho neodvolali. I navzdory tomu, že někteří z nich se později obrátili proti němu.
V roce březnu 1830 byl text vydán pod názvem Kniha Mormonova, podle údajného hlavního editora textu, starověkého historika a proroka Mormona.

## Děj knihy
Kniha Mormonova vypráví o příchodu několika skupin z oblasti Palestiny a Mezopotámie na americký kontinent. Většina knihy je o skupině Židů, kteří podle textu zhruba 600 let před Kristem opustili Jeruzalém a přepluli oceán. Kmenová společnost se v nové zemi postupně rozdělila na dvě hlavní skupiny - Nefity a Lamanity. Kolem roku 400 po Kristu kniha končí záznamem jednoho z posledních Nefitů, Moroniho. Text popisuje jejich historii, války i náboženský život. Lidé Knihy Mormonovy jsou mesianističtí Židé, kteří očekávají příchod Krista. Kniha zaznamenává návštěvu vzkříšeného Ježíše, od nějž lidé přijmou primitivní křesťanství. Kratší část textu (kniha Eter) shrnuje také historii starší civilizace Jareditů.

### Struktura Knihy Mormonovy
Kniha Mormonova je složená z knih od různých autorů, podobně jako Bible. Obsahuje jich 15, většinou jsou pojmenované jménem svých údajných autorů. První část (od Nefiho k Omnimu) je záznam z náboženských textů Nefitů. Druhá část (od Mosiáše po Mormona) je zkráceným záznamem dějin Nefitů, který vytvořil historik a prorok Mormon. Závěrečnou část (od 8. kapitoly Mormona do konce svazku) vyryl Mormonův syn Moroni, který poté zkrátil historii starší civilizace Jareditů a přidal vlastní záznam o svém životě a konci Nefitů.

#### Přehled knih[3]
- 1. Nefi
- 2. Nefi
- Kniha Jákob
- Kniha Enos
- Kniha Jarom
- Kniha Omni
- Slova Mormonova
- Kniha Mosiáš
- Kniha Alma
- Kniha Helaman
- 3. Nefi
- 4. Nefi
- Kniha Mormon
- Kniha Eter
- Kniha Moroni

### Americké evangelium
Jednou z ústředních událostí Knihy Mormonovy je narození a vzkříšení Ježíše z Nazareta a jeho následná služba mezi obyvateli starověké Ameriky. Takzvané "americké evangelium" někteří výzkumníci rozdělili do 4 částí:
A) Znamení Kristova narození – advent Mesiáše v souladu s proroctvími (3.Nefi 1:4-21)
B) Znamení Kristova ukřižování a jeho smrti – hlas Krista je slyšet po celé zemi (3.Nefi 8-10)
C) Třídenní služba Spasitele mezi Nefity (3.Nefi 11-26)
1. Dramatické osobní zjevení Ježíše mezi Nefity blízko chrámu v zemi Hojnosti. Učí nauku pokání a křtu vodou a Duchem svatým.
2. Je povoláno 12 apoštolů a je jim dána pravomoc křtít. Ježíš učí stejné hodnoty, které jsou v biblickém "kázání na hoře".
3. Ježíš léčí nemocné a žehná dětem.
4. Ježíš zavádí "večeři Páně" (tělo a krev/chléb a víno) a vysvětluje důležitost modlitby. Učedníkům je dána moc předávat dar Ducha Svatého.
5. 12 učedníků je pokřtěno vodou a Duchem svatým.
6. Ježíš pronáší proroctví, cituje Micheáše, Izajáše a vysvětluje Písmo.
7. Proroctví o Novém Jeruzalému na americkém kontinentu.
8. Ježíš napomíná Nefity za vynechání prorockých slov Samuela Lamanity a opravuje nefitské záznamy.
9. Ježíš vysvětluje Malachiášovo proroctví, malé děti zázračně mluví.

D) Kristova poslední návštěva mezi Nefity (3.Nefi 27–28)

## Vztah k Bibli
Kniha Mormonova je věřícími vnímána jako záznam mnoha různých proroků, stejně jako Bible. Podle Knihy Mormonovy si s sebou Izraelité emigrující do Nového světa (na přelomu 6. a 7. stol. př. n. l.) vzali některé posvátné židovské texty a díky tomu poté mohli citovat dlouhé pasáže z biblické knihy přisuzované proroku Izajášovi a dalších, například Malachiáše. V Knize Mormonově jsou citováni také další údajní izraelitští proroci, kteří v biblickém textu dnes nefigurují. Text zmiňuje také nebiblické detaily o Mojžíšovi nebo Josefovi z Egypta.

### Porovnání literárního stylu
Stejně jako Bible je i Kniha Mormonova (posvátné Písmo mormonismu) souborem různých literárních forem a stylů. V obou knihách jsou historické pasáže (Knihy Samuelovy / Kniha Alma), prorocké pasáže (Izajáš / Jeremjáš / promluva Samuela Lamanity / Abinadiho proroctví), zjevení (Jan / Eter), podobenství (Jákobovo a Zenosovo podobenství), žalmy (Davidovy žalmy / Nefiho žalmy), epištoly/listy (Pavlovy epištoly / Moroniho epištoly / Almovy epištoly) a evangelia (Matouš / 3.Nefi).
Jazyk Knihy Mormonovy působí starobylým dojmem. V angličtině používá výrazivo Bible Krále Jakuba, český překlad je napsán částečně v archaickém stylu Bible kralické.

### Starozákonní spojení

#### Biblický Josef
Mormoni věří, že Joseph Smith (zakladatel mormonismu) je duchovním i skutečným potomkem biblického Josefa. Proroctví o jeho úloze z úst Josefa Egyptského je ve 3. kapitole knihy 2. Nefi:
 "A tak prorokoval Jozef řka: Vizte, onoho vidoucího Pán požehná; a ti, již budou usilovati o zničení jeho, budou poraženi; neboť tento slib, jež jsem obdržel od Pána o plodu ledví svého, bude splněn. Vizte, jsem si jist naplněním tohoto slibu; A on se bude jmenovati po mně; a bude se jmenovati po otci svém. A bude jako já; neboť to, co Pán přinese rukou jeho, to přivede mocí Páně lid můj ke spasení."

#### Josefův rod – Efraim a Manases
Podle Knihy Mormonovy byl Lehi a jeho synové z izraelského kmene Manases. Izmael a jeho dcery, které se staly manželkami Lehiho synů, byli původem z Efraima, tedy Manasesova bratra. Mormoni věří, že toto spojení dvou Josefových kmenů je naplněním biblického proroctví z knihy Genesis (Genesis 49:22-26), kde biblický patriarcha Jákob dává požehnání svému synu:
 "Josef, toť mladý plodonosný štěp, plodonosný štěp nad pramenem, přes zeď pnou se jeho ratolesti. Hořkostí ho naplnili, ohrožovali ho, střelci úklady mu nastrojili. Jeho luk si zachová svou pružnost, jeho paže svoji svěžest. Z rukou Přesilného Jákobova vzejde pastýř, kámen Izraele, z rukou Boha tvého otce. Kéž pomáhá tobě, kéž ti Všemohoucí žehná shora hojným požehnáním nebes, hojným požehnáním tůně propastné, jež odpočívá dole, hojným požehnáním prsů, požehnáním lůna. Požehnání tvého otce překonají požehnání horstev věčných, pahorků dávnověkých dary vytoužené. Ať přijdou na hlavu Josefovu, na temeno zasvěcence mezi bratry." 

#### Ezechielovo proroctví
Mormoni věří, že starozákonní prorok Ezechiel ve svém vidění (Ezechiel 37:15-28) předpovídal spojení Bible s Knihou Mormonovou. Joseph Smith v jednom ze svých zjevení popsal Knihu Mormonovu jako dřevo Efraimovo. Již zesnulý apoštol CJKSPD Bruce R. McConkie ve své knize The Mormon Doctrine vysvětlil, že Ezechiel nazval Knihu Mormonovu "dřevem Efraimovým" a "svitkem Josefovým v rukou Efraima". Podle McConkieho v podobné symbolice nazval Bibli "svitkem Judovým" a slíbil, že obě dřeva budou spojena v jedno.

#### Izajášova proroctví
Kniha Mormonova obsahuje velké množství citací z Knihy Izajáš, zdaleka nejvíce ze všech starozákonních proroků. A v knize 3. Nefi vzkříšený Kristus povzbuzuje ke studiu Izajáše (3. Nefi 23:1): "Ano, přikázání dávám vám, abyste v těchto věcech hledali pilně, neboť veliká jsou slova Izaiášova."

### Novozákonní spojení
Kniha Mormonova s malými odchylkami obsahuje téměř celé biblické kázání na hoře.
Ježíš také svým následovníkům v Novém světě vysvětlil (3. Nefi 15:17), že když mluvil s židy o jiných ovcích, které musí přivést do společného ovčince (Jan 10:16), tak měl na mysli mimo jiné právě "odlomenou větev" lidí, kteří žili v Americe a očekávali příchod Mesiáše.

## Desky Knihy Mormonovy
V Knize Mormonově se píše o několika různých kovových deskách, na kterých byly vyryty různé druhy záznamů. Z nich posléze Mormon, hlavní editor textu, zkompiloval výsledný záznam.

### Desky Nefiovy
Desky Nefiovy popisují dějiny Nefitů, starověkého amerického národa/kmene, který údajně existoval od 6. století př. n. l. a byl zničen sousedním národem v 5. století n. l. Někteří badatelé soudí, že jde o proto-mayskou civilizaci.
Historie tohoto národa byla údajně popsána především na deskách Nefiových, ale její závěrečné období bylo i na deskách Mormonových.

#### Rozdělení
Desky Nefiovy byly dvoje. První (malé/krátké) se podrobněji věnovaly duchovním záležitostem, zatímco druhé (velké/dlouhé) se většinou zabývaly světskými dějinami zmíněných lidí (1. Nefi 9:2–4). Dnes máme informace z těchto desek dochované v 12 knihách Knihy Mormonovy. Menší desky Nefiovy nalezneme v prvních šesti knihách Knihy Mormonovy. Jde o záznam duchovních událostí mezi lety 600.př. n. l. až 130 př. n. l. Světské (tedy převážně historické) události z tohoto období byly ztraceny při překladu Knihy Mormonovy. Z toho důvodu není v dnešní Knize Mormonově příliš historických informací z tohoto časového období.
Záznam z let 130 př. n. l. až 321 n. l., tedy obsah pěti následujících knih, je už spojením duchovních i světských událostí. Začíná Knihou Mosiáš a končí knihou 4. Nefi.

### Desky Mormonovy
Záznam mezi lety 321 n. l. a 421 n. l. byl sepsán kapitánem nefitského vojska, dějepiscem Mormonem, a jeho synem Moronim.
Mormon také zkrátil Desky Nefiovy, neboť původně obsahovaly příliš velké množství informací. Proto najdeme Mormonovy vsuvky i v textu, který pochází z Nefiových desek.
Mormon oddělil text Nefiových desek v období 130.př. n. l. „Slovy Mormonovými“. Jde se o knihu, která obsahuje vysvětlení k Nefiovým deskám a k tomu, proč v roce 130.př. n. l. došlo ke změně zápisu svatých knih ve starověké Americe.
Tento dějepisec napsal ještě jednu vlastní knihu, a to z období 321 n. l. až 385 n. l., kdy popsal konec a zánik Nefitského národa. Jeho syn Moroni doplnil Mormonovy desky o svou vlastní knihu, která se odehrává po Mormonově smrti, tedy v období 385 n. l. až 421 n. l.

## Teorie o časovém sledu
Jelikož původní začátek Knihy Mormonovy
byl ztracen (jde o tzv. "116 stránek" Knihy Lehiovy), není zcela jasné,
v jakém časovém sledu byly přeloženy dnešní knihy (části) v Knize
Mormonově. Klasický pohled předpokládá, že Joseph Smith překládal (nebo
vymýšlel) Knihu Mormonovu od 1. Nefiho (první části) až do knihy Moroni (poslední části). Významné množství badatelů a historiků však razí teorii "Mosiášova prvenství".

## Historicita Knihy Mormonovy
Historicita knihy byla od začátku předmětem sporů. Zatímco Joseph Smith a jeho následovníci trvali na tom, že text je autentickým záznamem předkolumbovských semitských civilizací, mnoho odpůrců se snažilo dokázat, že kniha je výtvorem Smitha či nějakého jeho komplice. Badatelé i akademici přišli s celou řadou teorií tzv. naturalistického původu knihy (odmítají nadpřirozený původ a obsah). Od poloviny 20. století byl text Knihy Mormonovy podroben serióznímu vědeckému zkoumání a výsledky byly publikovány v řadě knih, studií a článků. Dallin H. Oaks, apoštol CJKSPD, v roce 2001 napsal, že podle jeho názoru věda nikdy nevyvrátí ani plně nepotvrdí autenticitu knihy. Podle něj je pro věřící důležité duchovní svědectví o její pravdivosti.
Z vědeckého i amatérského zkoumání vyplynula řada zjištění a argumentů. Vnímání knihy věřícími i nevěřícími se za téměř dvě století proměnilo. Zatímco v 19. století přívrženci autenticity textu většinově věřili, že děj knihy se odehrával po celém americkém kontinentu, pod vlivem kritického zkoumání textu dnes mezi věřícími převažují menší geografické modely. Mezi nejpopulárnější patří středoamerický model Johna Sorensena. Příznivci autenticity se místo archeologického výzkumu začali soustředit spíše na samotný text a jeho jazykové a obsahové paralely se starověkým hebrejským, egyptským a středoamerickým světem. Kritici také většinově opustili různé teorie zástupného autorství a začali se soustředit na pochybnosti v obsahu či formě textu.
Mezi nejsilnější argumenty příznivců autenticity textu patří:
- Komplexita a složitost narativu, který Smith nadiktoval (588 stran textu za zhruba 60-70 dní) bez jakýchkoli poznámek. Rodové genealogie, datování, geografie či peněžní systém jsou koherentní napříč celou knihou. Mezi nejpozoruhodnější pasáže patří podobenství o olivovníku v páté kapitole knihy Jákob nebo seznam 40 králů pozpátku v knize Eter.
- Paralely se starověkým světem, které nebyly ve Smithově době známy. Například detailní popis korunovace, popis oslav starověkých svátků, starověká egyptská a hebrejská jména a názvy míst, popis tzv. prorocké žaloby, motiv stromu života spojeného s bohyní Ašérou a další.
- Výskyt starověkých literárních prvků v textu, například chiasmu či kolofonu.
- Koherentnost děje knihy s geografií a událostmi starého světa (popis putování Lehiho skupiny z Jeruzaléma přes Arabský poloostrov, nález oltáře s popisem NHM na místě, které by sedělo jako místo, které KM označuje jako Nahom) i nového světa (časová shoda ve vzestupu nefitské i mayské civilizace, odpovídající popis válčení a mnoha jiných kulturní prvků).
- Geologickými skutečnosti ve střední Americe se dají vysvětlit události popsané v textu (třídenní tma a zničení následkem vulkanických erupcí a zemětřesení atd.).
- Svědkové Knihy Mormonovy - během doby, kdy Smith tvrdil, že desky vlastnil, je vidělo, podle jejich vlastních svědectví, dalších jedenáct lidí. Ti své svědectví stvrdili podpisem a nikdy ho neodvolali. I navzdory tomu, že někteří z nich se později obrátili proti němu.[37][38]

Mezi nejsilnější argumenty kritiků autenticity textu patří:
- Deutero-Izajáš v textu Knihy Mormonovy. Podle řady moderních biblických vědců bylo autory biblické knihy přisuzované proroku Izajášovi více lidí. Podle těchto teorií byly některé části Izajáše citované v Knize Mormonově napsány až poté, co měla Lehiho skupina opustit Jeruzalém.[68]
- Příběh o babylonské věži je podle řady moderních biblických vědců smyšleným mýtem a jeho výskyt v Knize Mormonově (příběh Jareditů v knize Eter) je tak problematický.[69]
- Výskyt anachronismů jako koně, sloni, ovce či ocel v textu. Podle většinového vědeckého konsenzu tyto zvířata či materiály v předkolumbovské Americe nebyly.[70]
- DNA původních obyvatel Ameriky nevypovídá o semitském původu, ale spíše o asijském.[71]
- Vlivy 19. století - někteří autoři tvrdili, že text odráží rétoriku proti svobodnému zednářství, která byla v USA ve 20. letech 19. století rozšířená, popisuje zkušenosti podobné protestantským konverzím a kázáním 19. století či čerpá z dalších zkušeností mladého Josepha Smitha (sen Lehiho měl vycházet ze snu, který měl jeho otec, Joseph Smith Sr. atd.).[72]
- Proroctví v Knize Mormonově se podle některých autorů nenaplnila a jsou tak důkazem o nepravosti knihy.[73]
- Doslovný či parafrázovaný výskyt novozákonních pasáží v textu, výskyt chyb z Bible Krále Jakuba v textu (moderní překlady Bible už text překládají v jiném znění).[74]

Všechny tyto skutečnosti byly hojně adresovány mormonskými apologetiky i kritiky. Existují také akademické časopisy, které se zabývají novými poznatky ve studiu Knihy Mormonovy, mezi nimi třeba Journal of Book of Mormon Studies.
Kritické, historické, archeologické a vědecké zkoumání textu Knihy Mormonovy naráží na několik problémů:
- Na několika místech není zcela jasné, kdo je doslovným autorem textu – zda původní pisatel (Nefi, Jákob, Alma, Eter) nebo ten, který ho zkrátil (Mormon / Moroni).
- Velká část historických dějin je popsána zkráceně nebo se zaměřením pouze na duchovní dění. Období od počátku nefitského národa do říše krále Mosiáše je zahaleno historickým vakuem. Stejně tak jsou velké části jareditské i nefitské historie popsány na několika málo stránkách. Historie lamanitských národů nejsou popsány téměř vůbec. Oproti tomu jsou však historická období (jako například text knih Mosiáš, Alma a Helaman), kde je velice detailně popsáno fungování této údajné starověké americké společnosti.
- Kniha Mormonova obsahuje množství pojmů, které by neměly žádný oficiální překlad do moderních jazyků, pokud by byly skutečně starověké. Bylo by složité přeložit názvy osob, zvířat, míst i mnoha dalších věcí, neboť pocházejí z období, které je více než 1000 let vzdálené od jazyka, který nalezli a zaznamenali evropští dobyvatelé v 16. století. Kritické zkoumání textu Knihy Mormonovy se proto soustředí také na porovnávání daných pojmů jinými starověkými jazyky "Starého kontinentu" (hebrejštinou, egyptštinou, chaldejštinou) jakožto jazyky, s nimiž by přišli původní pisatelé knih do styku.

## České religionistické studie o Knize Mormonově
Zdeněk Vojtíšek, zaměřující se na nová náboženská hnutí a sekty, napsal o mormonismu a Knize Mormonově studii.